# Pseudomastuchus brachydesmoides
Pseudomastuchus brachydesmoides är en mångfotingart som först beskrevs av Ceuca 1966.  Pseudomastuchus brachydesmoides ingår i släktet Pseudomastuchus och familjen plattdubbelfotingar. Inga underarter finns listade i Catalogue of Life.